# Театр на Чайной
Театр на Чайной — учреждение культуры в Одессе.

## История
Театральная лаборатория «Театр на Чайной» в Одессе была основана 6 апреля 2010 года выпускниками Одесского Театрального Лицея по инициативе Александра Онищенко, который является её директором и художественным руководителем.
На IX фестивале негосударственных театров «Курбалесия 2011» в г. Харькове Театр на Чайной получил приз «За лучший актерский ансамбль и высокую актерскую культуру в спектакле»
Театр гастролировал в Симферополе, Днепропетровске, Киеве.
Семь с половиной лет с начала своей деятельности «Театр на Чайной» находился в здании старой чаеразвесочной фабрики на ул. Карантинной. В ноябре 2017 года театр переехал в помещение, расположенное во Дворце студентов на ул. Маразлиевской.

## Фестивали
- 2011 IX фестиваль негосударственных театров «Курбалесия 2011»[8] — Харьков, 21-28 октября 2011 г.
- 2012 Фестиваль малых театральных форм «Zакрытый покаZ»[9] — Севастополь, 16-22 июня 2012 г.
- 2012 II Открытый театральный фестиваль «YELLOW-FEST»[10] — Киевская область, 8-11 ноября 2012 г.
- 2013 XXI Международный фестиваль молодёжных театров «Рампа — 2013»[11] — Днепропетровск, 22-27 апреля 2013 г.
- 2013 II Всеукраинский открытый молодёжный театральный фестиваль «ArtEast-2013»[12] — Луганск, 14-17 ноября 2013 г. Гран-при в категории «Профессионалы»

## Репертуар
- «Старики» по мотивам пьесы Альдо Николаи «Железный класс»
- «Две. Рь» по мотивам пьесы современного одесского драматурга Анны Яблонской.
- «ХХ. Семейная хроника» по мотивам пьесы современной польской писательницы Эльжбеты Хованец
- «В мире животных» — по мотивам пьесы современного американского драматурга Дона Нигро «Звериные истории» (Animal Tales)
- «Маленький Донни, победивший мрак» по пьесе Леонарда Герша «Эти свободные бабочки»
- «С Днем Рождения, сынок!» — постановка в жанре драматический бурлеск по Фернандо Арабалю
- «Двое» по пьесе Уильяма Гибсона «Двое на качелях»
- «Гармония» — по мотивам пьесы финского драматурга Мика Мюллюахо
- «Главное, когда» — поставлен по пьесе Родиона Белецкого «Разговор, которого не было»
- «Две дамочки в сторону севера» по мотивам одноименной пьесы Пьера Нот
- «По образу & подобию» по мотивам пьесы Нила Лабута
- «Иллюзии» поставлен по одноименной пьесе Ивана Вырыпаева
- «Натали» по одноименному рассказу Ивана Бунина
- «Наш городок» — по мотивам одноименной пьесы Торнтона Уайлдера
- «Странный спектакль» состоит из двух частей: первая по мотивам пьес Девида Айвза «Слова, слова, слова», «Время летит», «Вариации на смерть Троцкого», вторая по его же пьесам «Филадельфия», «Еще бы», «Особенный парень»
- «Проснуться в Бирмингеме» — криминальная комедия по мотивам пьесы Гарольда Пинтера «Кухонный лифт» (The Dumb Waiter)
- «MOLLY. На границе реальности и фантазии» — спектакль-эксперимент по мотивам пьесы Брайана Фрила «Молли Суини»
- «Смерть Фирса» по одноименной монопьесе Вадима Леванова
- «Стриптиз» по мотивам одноименной пьесы Славомира Мрожека
- «Смешная академия» — по пьесе «Академия смеха» современного японского драматурга Коки Митани
- «Машинистки» по пьесе Мюррей Шизгал[англ.]
- «Ave Мария Ивановна» по одноимённой пьесе Д. Калинина
- «Тайна семейства Рэйвенскрофт» — детективная комедия
- «Чеховские мотивы» по мотивам пьес Брайана Фрилла «Курортные забавы» и «После занавеса»
- «За стеклом» по одноимённой пьесе С. Носова

### Архив спектаклей
- «Вне зоны доступа…» по пьесе И. Настасийчук, Я. Крыловой
- «Люди, звери и… бананы» по одноимённой пьесе А. Соколовой
- «Триптих» по пьесам Х. Л. Борхес, Т. Уильямс, Г. Г. Маркес.
- «История одной босоножки» по пьесе Ирины Настасийчук «Свободный танец или история одной босоножки»
- «Сон смешного человека» по одноимённому рассказу Ф. М. Достоевского
- «Вообще говоря» по мотивам романа Харуки Мураками «Слушай песню ветра»
- «Прекрасное воскресенье для…» по пьесе Теннесси Уильямса «Прекрасное воскресенье для пикника»
- «Если бы акулы стали людьми» по пьесам Бертольда Брехта «Жена-еврейка» и «Шпион»
- «Святая семейка» по мотивам романа Роджера Желязны «9 принцев Амбера»
- «За закрытыми дверями» по пьесе Жана-Поля Сартра
- «Что случилось в зоопарке?» по пьесе Эдварда Олби «The Zoo Story»

## Актёры
Филипп Азаренко

Александр Бойко

Валерия Задумкина

Влад Костыка

Ирина Костырко

Александр Онищенко

Татьяна Параскева

Руслана Рудая

Ольга Салтыкова

Денис Фалюта

Олег Шевчук

Елена Юзвак

Олег Симоненко

Олег Фендюра

Юлия Амелькина

Сергей Попов

Юрий Невгамонный

Милена Компаниец

Анна Милёшина

## Режиссёры
Михаил Дроботов

Ольга Кондратьева

Денис Костырко

Игорь Коршунов

Янина Крылова

Ирина Костырко

Александр Онищенко

Артём Погосян

Олег Шевчук

Юлия Амелькина